# Provinz Noord-Holland

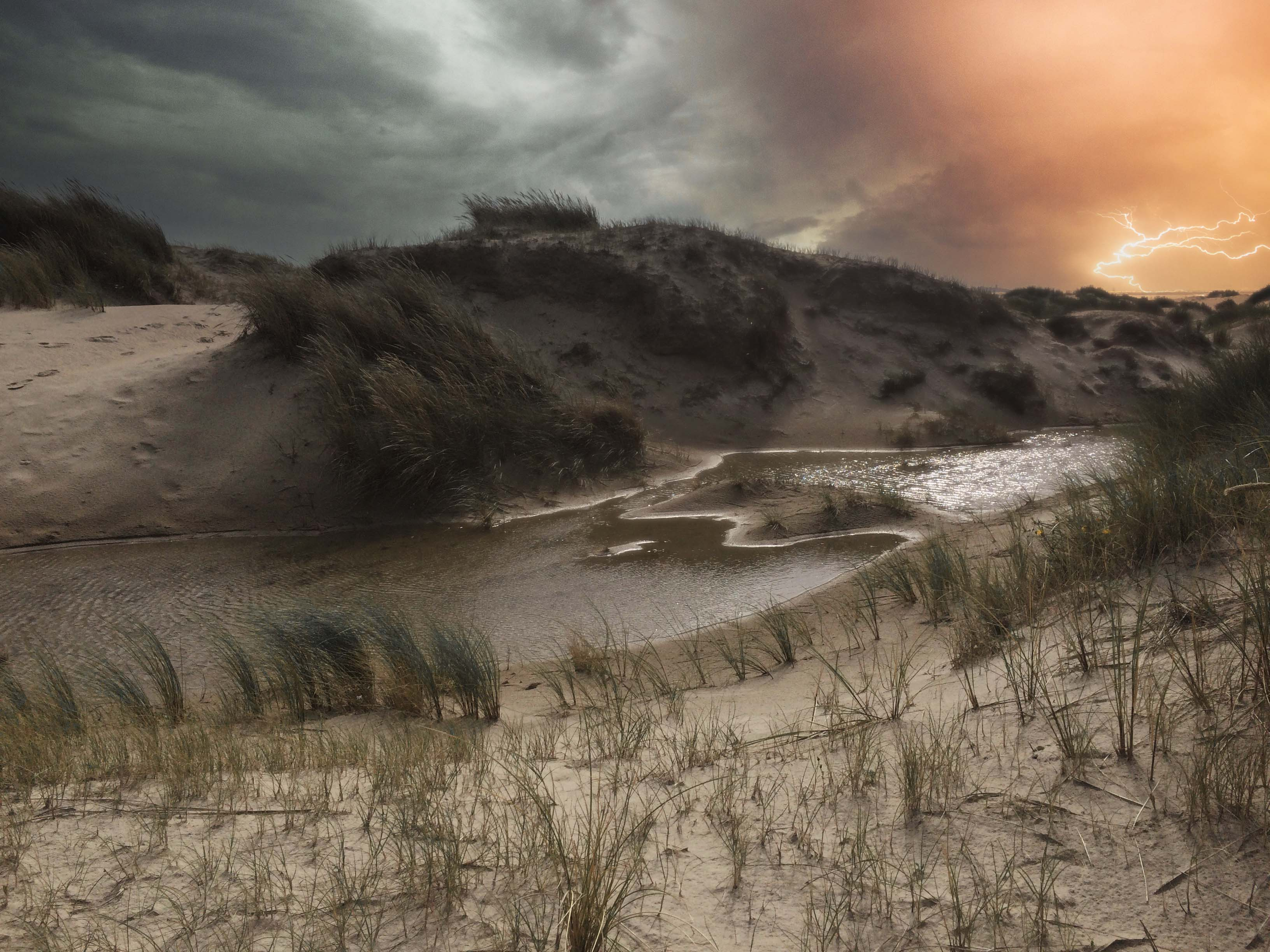
De Hors, Nationalpark Duinen van Texel

Noord-Holland (deutsch Nordholland, NH) ist eine der zwölf Provinzen der Niederlande. Am 1. Januar 2025 hatte Noord-Holland 2.993.088 Einwohner auf einer Grundfläche von 2671 km².

## Geographie

Satellitenbild

Noord-Holland ist eine Halbinsel zwischen der Nordsee und dem IJsselmeer. Über die Hälfte der Fläche besteht aus trockengelegten Gebieten (Poldern). Die Provinz grenzt im Süden an die Provinzen Südholland und Utrecht und im Osten an die Provinzen Flevoland und Friesland, wobei bei beiden letztgenannten die Grenze durch das IJsselmeer verläuft.
Zur Provinz gehört auch die Insel Texel im Wattenmeer.

## Regionen
In Noord-Holland sind folgende Regionen zu unterscheiden:
- West-Friesland, die im Frühmittelalter friesische Region nordöstlich von Alkmaar mit den Städten Hoorn, Enkhuizen, Medemblik und Schagen;
- Kennemerland, das Geestland hinter den Dünen zwischen Haarlem und Alkmaar;
- Waterland, die zum Teil immer noch wasserreiche und sumpfige Region nördlich von Amsterdam;
- Het Gooi, das Gebiet mit Wäldern und Heideflächen um Hilversum.

## Geschichte
Archäologische Funde zeigen, dass Noord-Holland (NH) bereits in der Zeit zwischen 450 und 550 n. Chr. bewohnt war. In der Umgebung von Bloemendaal wurden Töpfe, Kannen und Schalen aus dieser Zeit gefunden, die nach Erkenntnissen der Archäologen aus dem Rheinland importiert waren. Die Ausgrabungen lassen darauf schließen, dass im 5. Jahrhundert Handelsbeziehungen zwischen Noord-Holland und dem Rheinland bestanden.
Holland war lange Zeit eine Personalunion (niederländisch personele unie), bestehend aus den Grafschaften Hennegau (niederländisch Henegouwen) und Zeeland zur Zeit von Johann II. 1299. Während des Achtzigjährigen Krieges spielte die Provinz Holland eine wichtige Rolle im Widerstand gegen die Spanier. Nach der „Unie van Utrecht“ (Utrechter Union, 1579) wurde Holland Teil der Republik der Sieben Vereinigten Provinzen (Republiek der zeven verenigde Provincien). 1807 wurde Holland neu aufgeteilt in die Gebiete Amstelland und Maasland, die bis 1814 bestehen blieben.
Um die Dominanz der Provinz Holland in der niederländischen Politik zu beschränken, wurde sie bei der Verfassungsänderung 1840 in die Provinzen Nord- und Südholland geteilt. Erst 1848 konnten durch eine Änderung der Gesetze die Provinzialabgeordneten (Lid van de Provinciale Staten) direkt von der Bevölkerung gewählt werden. 1919 wurde das Frauenwahlrecht eingeführt.

## Politik
- SP: 2
- GL: 7
- PvdA: 7
- PvdD: 4
- D66: 4
- Volt: 2
- 50PLUS: 2
- CDA: 2
- BBB: 8
- CU: 1
- VVD: 8
- JA21: 3
- FvD: 2
- PVV: 3

Das Provinzialparlament (niederländisch Provinciale Staten) hat seinen Sitz im Provinciehuis in der Provinzhauptstadt Haarlem. Entsprechend der Bevölkerungszahl in der Provinz besteht das Parlament aus 55 Sitzen.
Die nächste Provinzialwahl findet am 17. März 2027 statt.
An der Spitze der Provinz steht der Kommissar des Königs. Das ist seit Januar 2019 der Rechtsliberale Arthur van Dijk. Das College van Gedeputeerde Staten, also die Regierung, wird seit 2023 von einer Koalition aus BBB, VVD, GroenLinks und PvdA gebildet.

## Gemeinden

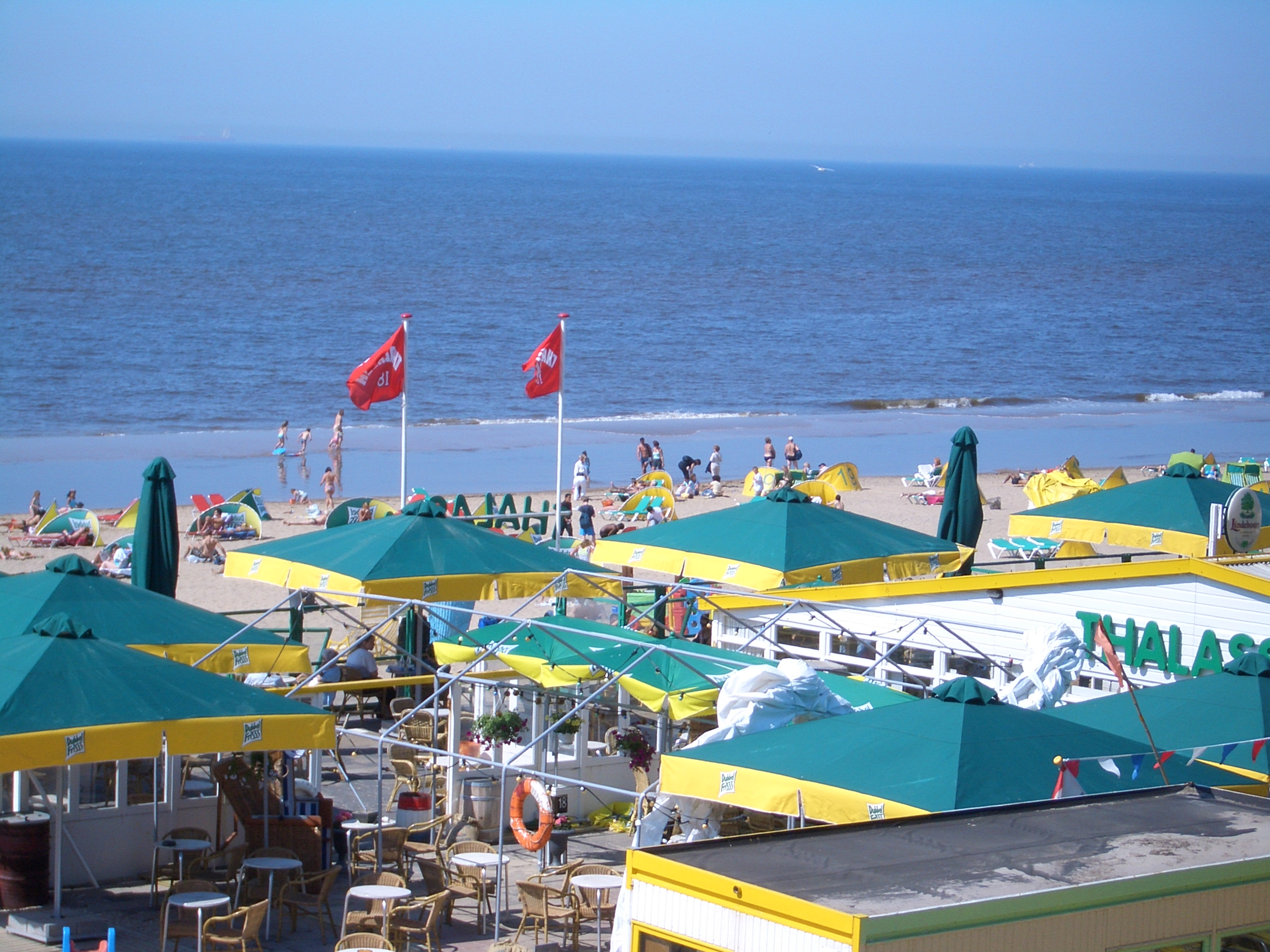
Strand in Zandvoort

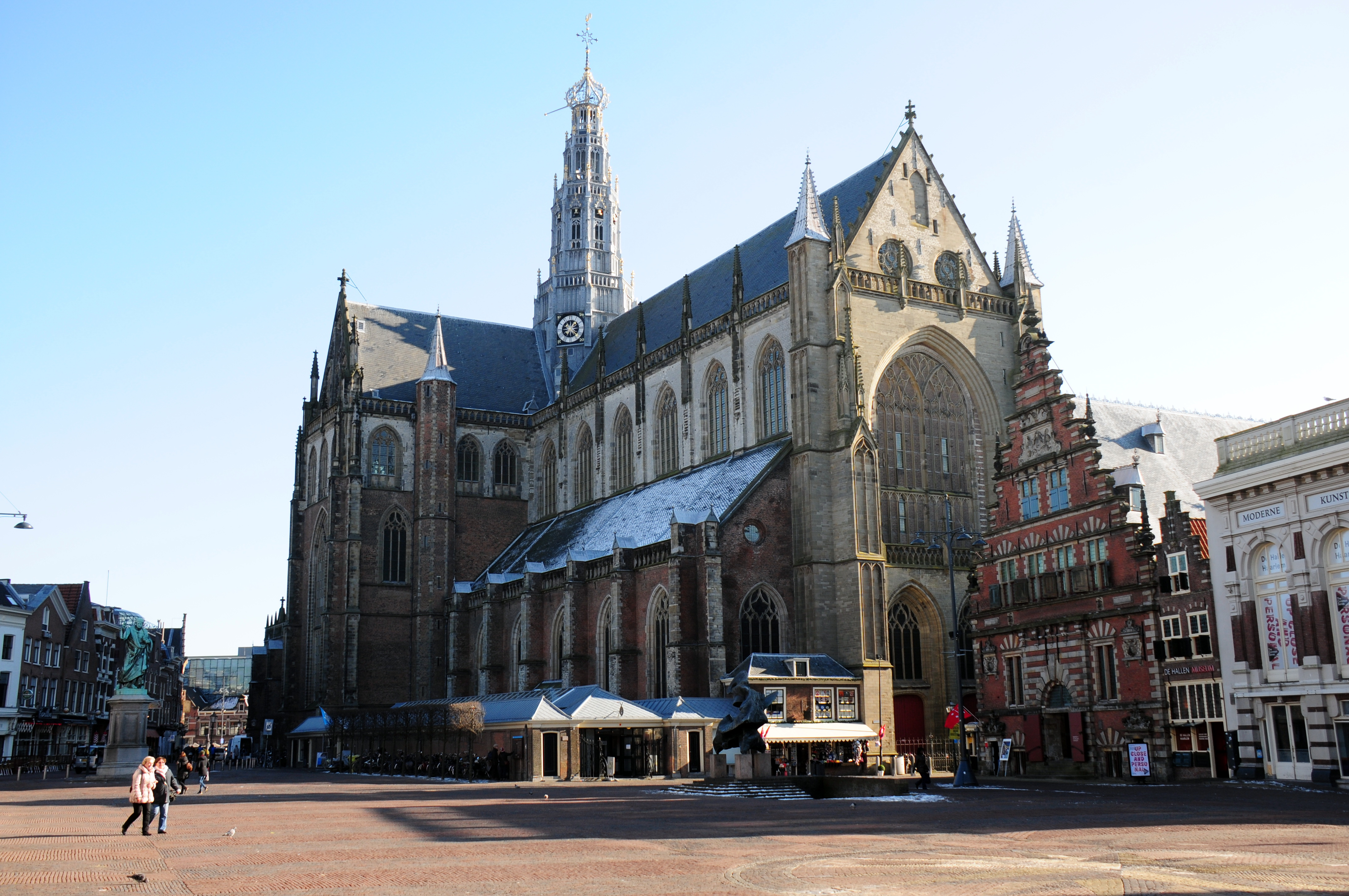
Grote Kerk in Haarlem

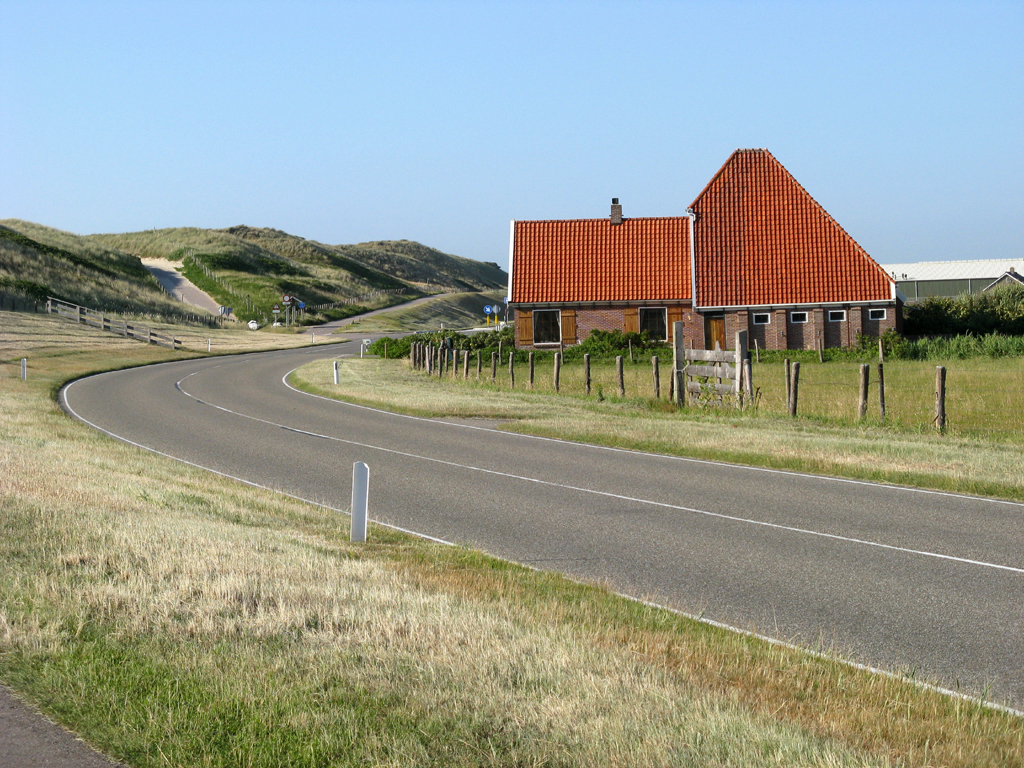
Typische Landschaft an der Küste von Noord-Holland

Nach Gebietsreformen gibt es seit 2022 in der Provinz Noord-Holland noch 44 Gemeinden:
1. Aalsmeer (33.209)
2. Alkmaar (112.923)
3. Amstelveen (95.862)
4. Amsterdam (935.793)
5. Bergen (29.718)
6. Beverwijk (43.005)
7. Blaricum (12.951)
8. Bloemendaal (23.583)
9. Castricum (36.616)
10. Den Helder (56.655)
11. Diemen (33.256)
12. Dijk en Waard (90.745)
13. Drechterland (20.485)
14. Edam-Volendam (37.145)
15. Enkhuizen (18.843)
16. Gooise Meren (61.015)
17. Haarlem (168.655)
18. Haarlemmermeer (165.220)
19. Heemskerk (39.387)
20. Heemstede (27.639)
21. Heiloo (24.342)
22. Hilversum (94.351)
23. Hollands Kroon (49.984)
24. Hoorn (76.050)
25. Huizen (41.197)
26. Koggenland (23.826)
27. Landsmeer (11.748)
28. Laren (11.474)
29. Medemblik (45.943)
30. Oostzaan (9.727)
31. Opmeer (12.468)
32. Ouder-Amstel (14.526)
33. Purmerend (95.921)
34. Schagen (48.402)
35. Stede Broec (22.252)
36. Texel (13.844)
37. Uitgeest (13.423)
38. Uithoorn (32.117)
39. Velsen (70.004)
40. Waterland (17.547)
41. Wijdemeren (24.662)
42. Wormerland (16.421)
43. Zaanstad (162.784)
44. Zandvoort (17.370)

(Einwohner am 1. Januar 2025)

## Wirtschaft
Im Jahr 2011 lag das regionale Bruttoinlandsprodukt je Einwohner, ausgedrückt in Kaufkraftstandards, bei 145,99 % des Durchschnitts der EU-28. Im Jahr 2017 betrug die Arbeitslosenquote 4,5 %.
- 2013 umfassten die Gewerbegebiete 12.007 Hektar.
- 2014 waren 278.700 Unternehmen in Noord-Holland ansässig, davon im Bereich Landbau und Fischerei 6.010, im Bereich Industrie und Baugewerbe 33.390, im Bereich kommerzieller Dienstleistungen 168.180 und im Bereich nichtkommerzieller Dienstleistungen 71.120.
- Tourismus: In Noord-Holland gab es im Jahr 2014 insgesamt 170 Museen.[12]